# 9566 Rykhlova
9566 Rykhlova (1987 SX17) là một tiểu hành tinh vành đai chính được phát hiện ngày 18 tháng 9 năm 1987 bởi L. I. Chernykh ở Đài vật lý thiên văn Crimean.